# Esclassan-Labastide
Esclassan-Labastide település Franciaországban, Gers megyében. Lakosainak száma 345 fő (2022. január 1.). Esclassan-Labastide Lourties-Monbrun, Masseube, Panassac, Saint-Arroman és Samaran községekkel határos.

## Népesség
A település népességének változása:
| Lakosok száma | 220  | 207  | 211  | 336  | 359  | 365  | 358  | 345  | 346  | 345  |
|               | 1968 | 1982 | 1990 | 2006 | 2013 | 2015 | 2017 | 2019 | 2020 | 2022 |